# Пулко-Дмитриев, Александр Дмитриевич
Александр Дмитриевич Пулко-Дмитриев  (1893 — 1962) — советский военачальник, генерал-лейтенант

## Служба в РККА
12 мая 1919 года призван в ряды РККА. 
С 12 мая 1919 года - адъютант батальона, помощник командира полка. С июля 1920 года - командир стрелковой роты. С февраля 1921 года - помощник командира полка. С января 1922 года - командир 70-го стрелковго полка 8-й стрелковой дивизии, начальник дивизионной школы, помощник начальника штаба 51-й стрелковой дивизии, начальник оперативной части штаба 6-го стрелкового корпуса, начальник штаба, врид командира 2-й стрелковой дивизии. 
В 1927 году окончил Военную академию РККА имени М.В. Фрунзе. 
С мая 1931 года служил в Управлении боевой подготовки РККА: начальник сектора, начальник отделения. В 1934 году окончил оперативный факультет Военной академии РККА имени М.В. Фрунзе. С сентября 1934 года - начальник штаба 10-го стрелкового корпуса. 
С сентября 1936 года - слушатель Академии Генерального штаба. Вместе с ним на одном курсе обучались будущие маршалы Советского Союза И. Х. Баграмян, А. М. Василевский, Л. А. Говоров, М. В. Захаров, генералы армии А. И. Антонов, Н. Ф. Ватутин, М. И. Казаков, П. А. Курочкин, Г. К. Маландин, адмирал Н. Е. Басистый и другие выдающиеся советские военачальники. 
С августа 1938 года - ассистент кафедры тактики войск тыла, с января 1939 года - начальник учебного отдела, с декабря 1940 года - заместитель по научной работе начальника Военно-хозяйственной академии РККА имени В.М. Молотова. 
4 ноября 1939 года начальнику учебного отдела Военно-хозяйственной академии Пулко-Дмитриеву было присвоено звание комбрига. 4 июня 1940 года присвоено звание генерал-майора.

## Участие в Великой Отечественной войне
В июне 1941 года назначен заместителем начальника Интендантской академии и в должности исполняющего обязанности начальника академии руководил передислокацией академии в Ташкент.
С июня 1942 года - заместитель начальника Главного управления тыла Красной Армии. С 27 августа 1942 года - заместитель по тылу командующего 61-й армии.
С мая 1943 года - начальник штаба управления тыла Юго-Западного фронта. В этой должности принимал участие в Сталинградской битве.
Руководил работой тыла армии во время Орловской операции и «за образцовое обеспечение наступательной операции армии в период 12.7.43 по 20.8.43» был награжден орденом Отечественной войны II степени. 
27 августа 1943 года назначен начальником штаба 61-й армии. 15 января 1944 года Указом Президиума Верховного совета СССР «за умелое и мужественное руководство боевыми операциями при форсировании реки Днепр и достигнутые в результате этих операций успехи» награжден орденом Суворова II степени. Во время проведения Белорусской операции «обеспечил бесперебойное управление операцией и боем» и в августе 1944 года был награжден орденом Красного Знамени. 13 сентября 1944 года присвоено звание генерал-лейтенанта. Руководил работой штаба армии в Варшавско-Познанской и в Восточно-Померанской операциях и «за умелое и мужественное руководство боевыми операциями» награжден орденом Кутузова II степени. Во время Берлинской операции войска 61-й армии форсировали реку Одер и прорвали оборону противника. За умелую организацию по обеспечению управления войсками армии генерал-лейтенант Пулко-Дмитриев был награжден орденом Богдана Хмельницкого I степени.

## Послевоенная карьера
После окончания войны занимал должности: с 9 июля 1945 года - начальник штаба Восточно-Сибирского военного округа, с 15 марта 1950 по 19 июля 1952 года - начальник штаба Прикарпатского военного округа, с июля 1952 по октябрь 1954 года - начальник штаба Белорусского военного округа.
3 декабря 1954 года уволен в запас по болезни.
Похоронен на Восточном кладбище Минска.